# Wonderful Pretty Cure!
Wonderful Pretty Cure! (わんだふるぷりきゅあ! Wandafuru Purikyua!?), es una serie de anime, producida por el estudio Toei Animation. Es la vigésimo primera serie y el vigésimo segundo proyecto animado para televisión  de la franquicia Pretty Cure, creado por Izumi Todo. Se estrenó el 4 de febrero del 2024, sustituyendo a Hirogaru Sky! Pretty Cure, emitiéndose en todas las estaciones afiliadas a ANN. En esta temporada es la primera en ser escrita en hiragana.

## Argumento
Después de que el reino mágico del Jardín Niko es atacado, sus habitantes animales, los animales Niko, se corrompen y se convierten en huevos. Un día, en Ciudad Animal, donde los humanos y los animales viven juntos, la estudiante de secundaria Iroha Inukai pasea al perro de su familia, Komugi, quien encuentra un extraño objeto parecido a una piedra. Cuando uno de los huevos se convierte en un monstruo llamado Garugaru que comienza a arrasar, el deseo de Komugi de proteger a Iroha resuena con la Piedra Espejo y hace que la piedra se convierta en una Polvera Maravillosa, que le otorga el poder de convertirse en humana y transformarse en una Pretty Cure. Ella purifica al Garugaru y lo devuelve a su forma original: un animal Niko llamado Mey Mey. El les cuenta a ella y a Iroha lo que pasó con Niko Garden y que deben purificar a los Garugaru y devolverlos al Jardín Sonrisa. Junto con Iroha, Yuki y Mayu, Komugi trabaja para salvar el Jardín Niko y purificar a todos los Garugaru.

## Personajes

### Pretty Cures
Komugi Inukai (犬飼こむぎ Inukai Komugi?) / Cure Wonderful (キュアワンダフル Kyua Wandafuru?)
Seiyū: Maria Naganawa
La protagonista y mascota de la familia Inukai, una perro de raza Papillón, que fue abandonada antes de que Iroha la acogiera. Es enérgica, atlética, curiosa, glotona y le encanta salir a caminar. Cuando un Garugaru la ataca a ella y a Iroha, el deseo de Komugi de proteger a Iroha resuena con la Piedra Espejo y le otorga una Polvera Maravillosa, permitiéndole convertirse en humana de pelo marrón, quien puede volverse Cure Wonderful, la Pretty Cure de los Perros y los Juegos. Después de obtener la capacidad de transformarse en humana, puede hablar con Iroha y le encanta imitar su eslogan, "¡Maravilloso!" (ワンダフルー, Wandafurū). Se convierte en Pretty Cure al querer salvar a Iroha de un GaruGaru (Mey Mey), y al principio no está interesada en ser una Pretty Cure hasta que Iroha la convence de salvar a los animales. Komugi es la primera mascota de la franquicia en ser protagonista y la primera en ser un perro. Su arma es un cetro llamado Friendly Tact, que comparte con Iroha, y en conjunto realizan un ataque de purificación llamado Friend Liberale. Su tema es de reina y perro, y su color representativo es el rosa. Ella se presenta diciendo ¡Amo a todos en este hermoso mundo! ¡Cure Wonderful! Juguemos juntos♪ (みんな大好き素敵な世界！キュアワンダフル！ いっしょに遊ぼ♪ Min'na Daisuki Suteki na Sekai! Kyua Wandafuru! Issho ni Asobo♪?).
Iroha Inukai (犬飼いろは Inukai Iroha?) / Cure Friendy (キュアフレンディ Kyua Furendi?)
Seiyū: Atsumi Tanezaki
La coprotagonista de la historia. Una honesta y atlética estudiante de segundo año de secundaria de 14 años que vive en Ciudad Animal y es la dueña de Komugi, cuya rutina diaria consiste en llevarla a caminar por las mañanas. Tiene muchos amigos a quienes le encanta ayudar y es muy apreciada por los animales. Sus padres son veterinarios y dueños de una tienda de animales, pero irónicamente Iroha no sabe mucho sobre los animales y desconoce información sobre los mismos en muchas ocasiones. Su eslogan es "¡Maravilloso!" (ワンダフルー, Wandafurū). Iroha se transforma en Cure Friendy, la Pretty Cure de la amistad y los lazos, al querer ayudar a los animales convertidos en GaruGaru y usa, igual que Komugi, la Polvera Maravillosa. Su arma es un cetro llamado Friendly Tact, que comparte con Komugi, y en conjunto realizan un ataque de purificación llamado Friend Liberale. Su tema es de detective y vínculo humano-animal, y su color representativo es el púrpura. Ella se presenta diciendo ¡Las sonrisas de todos iluminan este mundo! ¡Cure Friendy! Dejame escuchar tu voz. (みんなの笑顔で彩る世界！キュアフレンディ！ あなたの声をきかせて Min'na no Egao de Irodoru Sekai! Kyua Furendi! Anata no Koe wo Kikasete?).
Yuki Nekoyashiki (猫屋敷ユキ Nekoyashiki Yuki?) / Cure Nyammy (キュアニャミー Kyua Nyamī?)
Seiyū: Satsumi Matsuda
La gata mascota de Mayu, que recientemente se mudó a Ciudad Animal con ella y la apoya cuando es tímida. En el pasado, ella era una gata callejera que vivía en una casa abandonada en un pueblo de las montañas. Ella y Mayu se conocieron cuando su familia viajó a la aldea por el trabajo de su padre, y Mayu decidió adoptarla después de establecer un vínculo con ella durante el transcurso de su estadía. Más tarde adquiere la capacidad de transformarse en humana de pelo rubio y en Cure Nyammy, la Pretty Cure de los gatos y los brillos, una Pretty Cure muy misteriosa quien parece ayudar a Wonderful y a Friendy y para proteger a Mayu. Más tarde le revela a Mayu que obtuvo este poder cuando el oso Garugaru la atacó y el amuleto que Mayu hizo para ella se transformó en la Polvera de los Gatos Brillantes. A diferencia de Komugi e Iroha, que pretenden rescatar a los Garugaru, ella prefiere luchar contra ellos, pero eventualmente accede a formar un equipo con las demás y dejar de herir a los GaruGaru. Además, a diferencia de ellas, que usan la Polvera Maravillosa para transformarse, ella usa la Polvera de los Gatos Brillantes. Su arma es la pandereta Amity Ribbon Tambourine, que comparte con Mayu y su ataque de purificación en conjunto es Amity Lumiere. Su tema es de reina y gato, y su color representativo es el azul. Ella se presenta diciendo ¡Un mundo noble, lindo y brillante! ¡Cure Nyammy! Bien, te prestaré atención. (気高くかわいくきらめく世界！キュアニャミー！ 仕方ない、構ってあげる Kedakaku Kawaiku Kirameku Sekai! Kyua Nyamī! Shikatanai, Kamatte Ageru?).
Mayu Nekoyashiki (猫屋敷まゆ Nekoyashiki Mayu?) / Cure Lillian (キュアリリアン Kyua Ririan?)
Seiyū: Reina Ueda
Una chica de 14 años que recientemente se mudó a Ciudad Animal, donde sus padres poseen una sucursal de Pretty Holic. A pesar de querer hacer amigos, es tímida y ansiosa muy a menudo debido a que su única amiga de la infancia rompió su amistad y no pudo volver a hacer amigos, por lo que al principio necesita que su gata, Yuki, la motive, pero después de conocer a Iroha y Komugi, comienza a hacerse amiga de ellas y posteriormente de Satoru. Cuando era una niña, conoció a Yuki en una casa abandonada cuando viajó con su padre a un pueblo en las montañas por el trabajo del mismo. Aunque los aldeanos le dijeron a Mayu que Yuki no confiaba en los humanos, ella se unió a ella durante su estadía y decidió adoptarla para no quedarse atrás. Después de que Yuki le revela su verdadera identidad, entra en conflicto con ella cuando intenta evitar que sea amiga de Komugi e Iroha. Esto se resuelve después de que ella declara su deseo de proteger a Yuki, lo que hace que la Piedra Espejo resuene con su compacto, transformándolo en la Polvera de los Gatos Brillantes y en Cure Lillian, la Pretty Cure de la costura y el tejido. Mayu se transforma en Cure Lillian usando la Polvera de los Gatos Brillantes como Yuki y la convence de unirse a las demás. Su arma es la pandereta Amity Ribbon Tambourine, que comparte con Yuki y su ataque de purificación en conjunto es Amity Lumiere. Su tema es de sombrero y costura, y su color representativo es el verde, específicamente un tono de verde cerceta. Ella se presenta diciendo ¡Un mundo atado, girado y tejido! ¡Cure Lillian! No tengas miedo, no tengas miedo. (結んで紡いでつながる世界！キュアリリアン！ こわくない、こわくない Musunde Tsumuide Tsunagaru Sekai! Kyua Ririan! Kowakunai, Kowakunai?).

### Aliados
Satoru Toyama (兎山悟 Toyama Satoru?)
Seiyū: Takuma Terashima
Un chico de 14 años y compañero de clase de Iroha, que tiene un conejo como mascota llamado Daifuku. Satoru es bueno estudiando y es una persona amable y gentil. Después de enterarse de que Komugi e Iroha son Pretty Cure, utiliza su amplio conocimiento sobre los animales para apoyarlas, y posteriormente haciendo lo mismo con Mayu y Yuki. Es quien principalmente da consejos a las Pretty Cure de como capturar a los GaruGaru gracias a su amplio conocimiento en animales. Parece estar enamorado de Iroha. En la película se transforma de la misma manera que las Pretty Cure, junto a Daifuku, y su color representativo es el anaranjado.
Daifuku Toyama (兎山大福 Toyama Daifuku?)
Seiyū: Yūichi Nakamura
El conejo holandés mascota de Satoru. Es calmado, silencioso y valiente. Ama a Satoru y adora jugar con Komugi cuando está es un perro. En la película logra hablar y convertirse en un humano como Komugi y Yuki, y posteriormente se transforma de la misma manera que las Pretty Cure, junto a Satoru, y su color representativo es el amarillo.

### Jardín Niko
Es un reino mágico donde sus habitantes, los animales Niko Animals y sus hadas nativas, los Animales Kirarin viven en paz. Antes de los acontecimientos de la serie, su gobernante, una unicornio conocida como Niko o "Dios", creó el reino y trajo animales de la Tierra para vivir allí felices después de haberles concedido a muchos la capacidad de hablar con los humanos, aunque al parecido hubo una guerra entre dos bandos de animales que llevó a su separación del mundo humano. Después de ser atacado por el ejército Gaou, muchos de sus habitantes se transformaron en monstruos conocidos como Garugaru, a quien las Pretty Cure deben salvar.
Mey Mey (メエメエ Mēmē?)
Seiyū: Shinnosuke Tachibana
Una oveja animal Niko que trabaja como mayordomo de la señora Niko. Se convirtió en un Garugaru después de que el Jardín Niko fuera atacado, pero después de que Cure Wonderful lo purifica y lo salvará, decide apoyar a las Cures para salvar a los animales Niko y Kirarin. Suele ser algo grosero y molesto, pero es amable y bueno de corazón. Curiosamente, es el único animal Niko en tener una postura humanoide, pues el resto no poseen este tipo de rasgo y se ven como animales normales. Aprecia a Satoru y lo ve como su mejor amigo, al ser este el único que lo escucha.
Niko (ニコ Niko?)
Seiyū: Kana Ueda
La líder y creadora del Jardín Niko, una "unicornio diamante" para quien Mey Mey trabaja como mayordomo. Ella desapareció después de que fue atacada por Gaou. Después de que se restablezca el Jardín Niko con todos los animales Kirarin, ella regresa en su forma de huevo, y al ser rescatados todos los animales Niko es capaz de liberarse de su huevo. Al despertar amenaza con quitarles los poderes a las Cures para enfrentar a Gaou cuando Torame y Zakuro reviven y envían a los Gaogaons a atacar Ciudad Animal, pero acepta prestarles su poder después de darse cuenta de que comparten el mismo objetivo de salvar a los habitantes del Jardín Niko. Después de otorgarles el poder del Castillo de Cinta de Diamante y los Estilos de Cinta de Diamante, lo que les permite purificar a los Gaogaons con el Baño del Lazo Eterno Bond Shower, se muda a la casa de Iroha. Más tarde recupera su forma humana original a través del Poder Nikoniko generada por la amistad los humanos y animales en Animal Town. Más tarde se revela que ella es "Dios" o "La Diosa del bosque" que le otorgó a los animales la capacidad de hablar 300 años atrás, y 150 años atrás le concedió a Gaou el poder de convertirse en humano y hablar, con el objetivo salvar a su único amigo humano, Subaru.

#### Animales Kirarin
Las hadas de la serie. Son un grupo de 9 hadas, en forma de pequeños animales de colores con pequeñas alas blancas y gemas en sus frentes, que al igual que varios de los animales Niko como Mey Mey, fueron convertidos en GaruGaru. Al ser purificados comienzan a ayudar a restaurar el Jardín Niko y sirven como aliados para las Pretty Cure al brindarles habilidades especiales en forma de accesorios. 
Conejo Kirarin (キラリンウサギ Kirarin Usagi?)
Seiyū: Misato Matsuoka
El primer animal Kirarin en aparecer, un conejo rosado. Tiene un super oído que le permite oír a gran distancia o bajo tierra, y su poder toma la forma de unas orejeras en forma de orejas de conejo. Su gema es un corazón rosa.
Pingüino Kirarin (キラリンペンギン Kirarin Pengin?)
Seiyū: Yuko Iida
El segundo animal Kirarin en aparecer, un pingüino verde. Tiene la capacidad de crear hielo y deslizarse sobre el mismo fácilmente y su poder toma la forma de unos zapatos en forma de patas de pingüino con esquíes verdes. Su gema es una lágrima verde.
León Kirarin (キラリンライオン Kirarin Raion?)
Seiyū: Tomoko Ikeda
El tercer animal Kirarin en aparecer, un león anaranjado. Tiene super velocidad y su poder toma la forma de unas botas anaranjadas, en forma de patas de león con flamas. Su gema tiene la forma de un sol anaranjado.
Oso Kirarin (キラリンベアー Kirarin Beā?)
Seiyū: Yukina Shutō
El cuatro animal Kirarin en aparecer, un oso rojo. Tiene superfuerza y su poder toma la forma de unos guantes en forma de patas de oso rojas. Esta obsesionado con la fuerza y considera a Nyammy su rival al ser derrotado por ella cuando era un GaruGaru, pero después de conocerla piensa que "no es tan mala". Su gema tiene la forma de una flor de cinco pétalos.
Ciervo Kirarin (キラリンコジカ Kirarin Kojika?)
Seiyū: Hana Shimano
El quinto animal Kirarin en aparecer, un ciervo azul claro. Tiene la capacidad de dar grandes saltos y su poder toma la forma de unos zapatos azules en forma de pezuñas con una diadema en forma de cuernos de ciervo. Es fan de Cure Nyammy. Su gema tiene la forma de una nota musical azul claro.
Hámster Kirarin (キラリンハムスター Kirarin Hamusutā?)
Seiyū: Aika Wakuno
El sexto animal Kirarin en aparecer, un hámster morado. Tiene la capacidad de reducir el tamaño de alguien y su poder toma la forma de una diadema morada en formas de orejas de hámster y unos aretes en forma de trueno. Su gema tiene la forma de un relámpago morado.
Zorro Kirarin (キラリンキツネ Kirarin Kitsune?)
Seiyū: Chiwa Saitō
El séptimo animal Kirarin en aparecer, un zorro amarillo. Tiene la capacidad de tomar la apariencia de objetos y su poder toma la forma de un labial amarillo y una cola de zorro amarilla. Ama hacer trucos de magia. Su gema tiene la forma de una luna creciente amarilla.
Panda Kirarin (キラリンパンダ Kirarin Panda?)
Seiyū: Mari Kiyohara
El octavo Animal Kirarin en aparecer, un panda azul. Tiene la capacidad de hacer dormir a los demás y su poder toma la forma de un par de lentes azules. Su gema tiene la forma de un trébol de cuatro hojas azul.
Cisne Kirarin (キラリンスワン Kirarin Swan?)
Seiyū: Fū Hirohara
El noveno y último Animal Kirarin en aparecer, un cisne lavanda. Tiene la capacidad de volar y su poder toma la forma de unas alas lila en la espalda. Su gema tiene la forma de una estrella de cuatro puntas lavanda.

### Gaou-tachi
Los Gaou-tachi (ガオウたち Gaō-tachi?) son los principales antagonistas de la serie. Son los vengativos espíritus de lobos japoneses extintos 100 años atrás, quienes atacaron al Jardín Niko, corrompiendo a los animales Kirarin y a algunos de los animales Niko en GaruGaru. Su objetivo parecer ser aniquilar a la humanidad como una vez esta hizo con ellos.
Subaru (昴/スバル Subaru?) / "Gaou" (ガオウ Gaō?)
Seiyū: Takeo Ōtsuka
El líder de los Gaou-tachi, presentado inicialmente como "La Voz Misteriosa" es el villano principal de la serie, quien inicialmente se presenta como una sombría silueta oscura de un lobo japonés. Su objetivo parece ser el destruir a los seres humanos que considera malvados y recuperar su territorio. A mitad de la serie, revive a sus compañeros, Torame y Zakuro, dentro de las dos estatuas de lobo en el Santuario Toboe y los envía a despertary crear más Garugaru, ahora GaoGaon, mientras se recupera de su ataque al Jardín Niko. Después de despertar, llega a Animal Town conoce a Komugi, posteriormente usa su poder para transformarla sin éxito en un Gaogaon, debido a que al vínculo de Komugi con Iroha. Más tarde se revela que en realidad es Subaru, un joven humano que vivió 150 años atrás antes de la creación de Ciudad Animal. Él es quien rescató al Gaou original y se volvió su amigo, siendo considerado por Gaou parte de su manada. Después de la muerte de la manada de lobos y de Gaou a manos de otros humanos, el odio de Subaru por los humanos lo fusionaron con el colmillo de su fallecido amigo, regresando su espíritu a la vida. En la batalla final Komugi logra calmar su dolor y finalmente puede reunirse con el verdadero Gaou.
Zakuro (ザクロ Zakuro?)
Seiyū: Mai Nakahara
Una de los dos subordinados de "Gaou", una loba japonés quien toma la forma de una mujer de pelo rojo. Ella y Torame fueron revividos dentro de las dos estatuas de lobo en el Santuario Toboe. Ella es una chica enferma de amor que está enamorada de "Gaou", compitiendo constantemente con Torame por su atención. Posteriormente descubre que no todos los humanos no son malos y hay quienes aman animales, al ver la amabilidad con la que es tratada por las Pretty Cure aunque sea "su enemiga". Posteriormente Zakuro revela que tanto ella como Torame siempre fueron consientes de que "Gaou" era Subaru, el único humano en el que su manada y el Gaou original confiaron.
Torame (トラメ Torame?)
Seiyū: Eriko Matsui
Uno de los dos subordinados de "Gaou", un lobo japonés quien toma la forma de una niño de pelo amarillo. Él y Zakuro fueron revividos dentro de las dos estatuas de lobo en el Santuario Toboe. Es un chico enérgico al que le encanta ser gracioso, y admira a Gaou, compitiendo constantemente con Zakuro por su atención. Posteriormente descubre que no todos los humanos son malos y hay quienes aman animales, al ver a Otsuru preocuparse por la salud de su perrita Fuku, y tras volverse amigo de las Pretty Cure deja atrás su rencor y regresa al más allá, dejando atrás el fragmento del Diamante Niko que poseía y la estatua que usaba como cuerpo, (la cual tomo la forma que tenía cuando estaba vivo), misma que es regresada al Santuario Toboe.
GaruGaru (ガルガル GaruGaru?) / GaoGaon (ガルガル GaoGaon?)
Seiyū: Shinya Takahashi
Las formas oscuras qué tomaron los animales Niko y los animales Kirarin tras el ataque al Jardín Niko por parte de Gaou y sus subordinados. Se encuentran encerrados en huevos oscuros alrededor de la Ciudad Animal y al eclocionar atacan a las personas. Los animales normales, como Komugi, Yuki y Daifuku, reaccionan a su presencia. El objetivo inicial de las Pretty Cures es regresarlos a su forma original. GaruGaru viene de la onomatopeia japonesa "garuru" (ガルル), que se usa para señalar que un animal gruñe con enojo. Usualmente son de un gran tamaño, pero pueden aparecer con un tamaño similar al que solían poseer originalmente. Posteriormente estos son convertidos en formas más poderosas por Torame mientras que Zakuro pueden convertir a animales del mundo humano en GaoGaon. Gaou también puede crear GaoGaon usando nubes oscuras.

### Familiares de las Pretty Cure
Youko Inukai (犬飼 陽子 Inukai Yōko?)
Seiyū: Yūki Kodaira
La madre de Iroha y dueña de Komugi, que trabaja como veterinaria en el Hospital & Salón Friendly Animal. Junto con su esposo Tsuyoshi, más tarde se entera de que Komugi puede hablar y transformarse en humana, así como del Jardín Niko y de Mey Mey, lo que emociona a los dos, especialmente cuando Komugi los llama "mamá y papá".
Tsuyoshi Inukai (犬飼 剛 Inukai Tsuyoshi?)
Seiyū: Hiroshi Shirokuma
El padre de Iroha y dueño de Komugi, un hombre musculoso propietario y director del Hospital & Salón Friendly Animal. Junto con su esposa Youko, más tarde se entera de que Komugi puede hablar y transformarse en humana, así como del Jardín Niko y de Mey Mey, lo que emociona a los dos, especialmente cuando Komugi los llama "mamá y papá".
Sumire Nekoyashiki (猫屋敷 すみれ Nekoyashiki Sumire?)
Seiyū: Chiwa Saitō
La madre de Mayu y dueña de Yuki, una cosmetóloga que dirige la tienda de maquillaje "Pretty Holic". Ella quiere que Mayu sea feliz y la incentiva a seguir su sueños, y pide a Yuki qué cuide de Mayu como "si fuera la hermana mayor de Mayu". También suele hacer sonidos de gato al estar feliz. Cuando Yuki le revela que puede convertirse en humana esta se emociona y la acepta como "otra hija" rápidamente.
Takayuki Nekoyashiki (猫屋敷 貴行 Nekoyashiki Takayuki?)
Seiyū: Kenji Fukuda
El padre de Mayu y dueño de Yuki, que trabaja en el extranjero como fotógrafo de la naturaleza. Cuando Mayu era pequeña solía acompañarlo, siendo durante uno de estos viajes donde la familia Nekoyahsiki terminaría adoptando a Yuki. Posteriormente llega a vivir a la Ciudad Animal tras terminar su gira de trabajo, mostrando una exposición de fotos de animales salvajes de todo el mundo.
Kurihara (栗原 Kurihara?)
Seiyu: Nobuo Tobita
El dueño original de Komugi. Es un amable hombre de edad mayor quien se encuentra en una silla de ruedas. Dos años antes de los sucesos de la historia, fue internado en una residencia de adultos mayores debido a su condición frágil y su edad, razón por la que Komugi escapo para encontrarlo. Posteriormente descubre que Komugi puede convertirse en una humana y le pide que se quede con Iroha. Después de recordar a Kurihara, Komugi comienza a verlo como su abuelo, ya que comienza a llamarlo "abuelito".

### Habitantes de Ciudad Animal
Kiyoshi Babazono (馬場園清 Babazono Kiyoshi?)
Seiyu: Mitsuru Takakuwa
El profesor de Iroha, Mayu, y Satoru, y posteriormente Komugi y Yuki.
Sho Ikari (猪狩勝 Ikari Shō?)
Seiyu: Shohei Komatsu
Compañero de clase de Iroha, Mayu y Satoru, que es el capitán del equipo de fútbol. Después de que Komugi lo impresiona con sus habilidades futbolísticas en su primer día de clases, él comienza a verla como su rival.
Kitsunezaki (狐崎 Kitsunezaki?)
Seiyu: Haruno Inoue
Compañera de clase de Iroha, Mayu y Satoru, y presidenta del club de Drama. Admira a Yuki y quiere que se una al club de drama. Posteriormente retrata en una obra el pasado de Gao al lado de Tanukihara, tomando el papel de Gao, quien es nombrado Wolfen.
Tanukihara (狸原 Tanukihara?)
Seiyu: Seiko Ueda
Compañero de clase de Iroha, Mayu y Satoru, miembro del club de Drama. Admira a Yuki y quiere que se una al club de drama. Posteriormente retrata en una obra el pasado de Gao al lado de Kitsunezaki, tomando el papel de Subaru, quien es nombrado Pleiades.
Karasuma (烏丸 Karasuma?)
Seiyu: Yukina Shutō
Compañera de clases de Iroha, Mayu, Satoru, Komugi y Yuki. Es una Doncella de Santuario de Ciudad Animal y es ella quien les revela a todos sobre la masacre y extinción de los lobos japoneses a manos de los humanos 100 años atrás, además de la existencia del Santuario de las Montañas donde parece encontrarse La Voz Misteriosa.
Mitsuko Okuma (大熊 みつ子 Ōkuma Mitsuko?)
Seiyu: Yuko Iida
Una de las compañeras de Iroha, Mayu y Satoru. Es amable y su familia es dueña del rancho de la Ciudad.
Nanami Kanie (蟹江 七海 Kanie Nanami?)
Seiyu: Hana Shimano
Una de las compañeras de Iroha, Mayu y Satoru. Es alegre y energética.
Youda (羊田 Yōda?), Torie (鳥枝?),  Ushigome (牛込?), Kamogawa (鴨川?), Takayama (鷹山?) & Saruwatari (猿渡?)
Seiyus: Tomoko Ikeda (Youda & Saruwatari), Misato Matsuoka (Torie),  Aika Wakuno (Ushigome), Yuki Kodaira (Kamogawa) & Masahiro Yamanaka (Takayama)
El resto de compañeras y compañeros de clase de Iroha, Mayu y Satoru.
Otsuru (お鶴 Otsuru?), Okame (お亀 Okame?) & Oshika (お鹿 Oshika?)
Seiyus: Natsuki Aikawa (Otsuru), Mari Kiyohara (Okame) & Yūki Kodaira (Oshika)
Un trío de mujeres de mediana edad fascinadas con la tienda de Cosméticos "Pretty Holic" de la madre de Mayu y sus productos. Son mujeres muy amigables y amantes de los animales, además de amigas de la infancia. Cuando las tres asistían a la escuela preparatoria, Suzu, el perro de Otsuru, murió y ella juró no volver a adoptar un perro para no entristecerse cuando murieran. Sin embargo, más tarde, con ayuda de Okame y Oshika, Otsuru adoptó a su perrita Fuku en un evento de adopción. Después de la muerte de Fuku, las tres mujeres la consagran en el Santuario de la Piedra del Espejo.
Fuku (フク Fuku?)
Seiyu: Chiwa Saitō
La perrita de Otsuru, a quien adoptó en un evento de adopción años después de la muerte de su perro Suzu y a quien Iroha conoce desde la infancia. Mientras los Cure y Otsuru celebran el aniversario de su adopción, su condición se deteriora por su edad avanzada y muere, pero puede despedirse de Otsuru después de que Niko le diera las fuerzas para hacerlo.
Ema (えま Ema?)
Seiyu: Hana Shimano
Una niña pequeña que es dueña de un perro pomerania llamado Pon (ポン?). Es clienta frecuente de los padres de Iroha.
Pon (ポン Pon?)
El perro pomerania mascota de Ema.
Inui (戊井 Inui?)
Seiyu: Haruno Inoue
Una niña que es dueña de una perro poodle llamada Choco. Es clienta frecuente de los padres de Iroha.
Choco (チョコ Choko?)
Seiyu: Tomoko Ikeda
La perro poddle mascota de Inui.
Inuzuka (犬束  Inuzuka?)
Seiyu: Toa Yukinari
Una entrenadora de perros y clienta frecuente de los padres de Iroha junto a su perro border collie Witt. Ella y Witt enseñan a Iroha y Komugi a tener una mejor comunicación entrenando en el deporte de perros conocidas como agilidad.
Witt (ウィット U~itto?)
El perro border collie mascota de Inuzuka. Los dos enseñan a Iroha y Komugi a tener una mejor comunicación entrenando en el deporte de perros conocidas como agilidad.
Alcalde Washio (鷲尾市長 Washio Shichō?)
Seiyu: Wataru Takagi
El alcalde de Ciudad Animal.
Andy (アンディ Andi?)
Seiyu: Ryōsuke Hara
El perro pastor mascota de Okuma.
Keiichi (圭一 Keiichi?)
Seiyu: Ryōsuke Hara
Un joven amigo de Iroha, quien entrena a su perro Keiji, para que este pueda convertirse en un perro policía.
Keiji (ケイジ Keiji?)
Seiyu: Ryōsuke Hara
El perro pastor alemán mascota de Keiichi, quien esta entrenando para convertirse en un perro policía.
Ayako Yuuki (結城 綾子 Yūki Ayako?)
Seiyu: Kei Hayami
Una voluntaria del hogar de animales en el que Komugi fue dejada luego de que su dueño, Kurihara, fuera internado en un hogar 2 años atrás. Es ella quien encuentra nuevamente a Komugi al visitar el Friendly Animal Hospital.
Gaou (ガオウ Gaō?)
Seiyu: Shinya Takahashi
El Gaou original y líder de la manada de lobos, y amigo de Subaru. Sacrificó su vida para proteger a Subaru. Su alma comenzó a comunicarse con Komugi a mitad de temporada y en el final, tanto él como Subaru se reúnen por fin.

### Otros Personajes
Yuuma Chiran (知覧友真 Chiran Yūma?)
Seiyu: Fū Hirohara
La ex-mejor amiga de la infancia de Mayu, quien dejó de hablarle 1 año atrás, resultando en el aislamiento de Mayu en su anterior escuela, siendo ella la responsable de la gran timidez y ansiedad que padece Mayu al principio de la serie. Posteriormente se revela que Yuma también se encontraba sola y logra reconciliarse con Mayu cuando su chinchilla mascota, Kotetsu, es salvado por las Pretty Cure, después de haber sido convertido en un GaoGaon por Zakuro.
Kotetsu (こてつ Kotetsu?)
La chinchilla mascota de Yuma. Es convertido en un GaoGaon por Zakuro pero posteriormente es purificado por las Pretty Cure.
Madre de Yuuma (友真の母 Yūma no haha?)
Seiyu: Kayo Ishida
La madre de Yuuma, quien la acompaña a Ciudad Animal para revisar a Kotetsu.

### Personajes Exclusivos de la Película
Natsuki (ナツキ Natsuki?)
Seiyu: Kana Hanazawa
La misteriosa creadora del videojuego Dokidoki♡TanuKingdom, quien es contactada por Satoru para ayudar a las Pretty Cure.
Mujina (ムジナ Mujina?)
Seiyu: Kenta Miyake
Un personaje del videojuego Dokidoki♡TanuKingdom y antagonista principal de la película Wonderful Pretty Cure! La Película: ¡Una gran aventura en un mundo de juegos emocionante!. Es un tanuki y el jefe de Ponta y Pokota. Su motivación es reunirse con su creadora, Natsuki, teniendo celos del lazo de amistad entre las Pretty Cure.
Ponta & Pokota (ポンタ & ポコタ Ponta to Pokota?)
Seiyus: Junpei Gotō (Ponta) y Shûsuke Fukutoku (Pokota)
Personajes del videojuego Dokidoki♡TanuKingdom. Son dos hermanos tanuki que sirven a Mujina.

## Media

### Anime
La serie comenzó el día 4 de febrero de 2024 en el día de la Elección presidencial de El Salvador del mismo año en los canales de ANN reemplazando a Hirogaru Sky! Pretty Cure en su horario. La canción de apertura es titulada "Wonderful Pretty Cure! evolution!!" (わんだふるぷりきゅあ！evolution!! Wandafuru Purikyua! Evoryūshon!!?) cantada por Chihaya Yoshitake mientras que la canción de cierre es "FUN☆FUN☆Wonderful DAYS!" (FUN☆FUN☆わんだふるDAYS！ Fan☆Fan☆Wandafuru DAYS!?) interpretada por Amii Ishii y Moeha Nochimoto. Erika Fukasawa es el compositor de la música para la serie.
Toei Animation Inc. obtuvo la licencia del anime fuera de Japón, y Crunchyroll transmitió la serie en territorios limitados en América del Norte, América Latina, Europa, África, Medio Oriente, CEI, Australia, Nueva Zelanda y Sudáfrica.

### Película
Una película basada en la serie titulada Wonderful Pretty Cure! La Película: ¡Una emocionante♡aventura en el mundo del juego! (わんだふるぷりきゅあ！ざ・むーびー！ドキドキ♡ゲームの世界で大冒険 Wandafuru Purikyua! Za・Mūbī! Dokidoki ♡ Gēmu no Sekai de Daibōken!?), se lanzó en cines en Japón el día 13 de septiembre de 2024. La película es una colaboración entre las chicas de Maho Girls PreCure! y las de su precesor Hirogaru Sky! Pretty Cure.

### Mercancía
Bandai Namco Holdings bajo la emprbesa de Bandai, se encarga del merchandising de la serie, que incluye juguetes y productos relacionados. La cuarta encarnación de los productos cosméticos Pretty Holic salió al mercado en su debut para así, darle apoyo al show.